# Wasilij Awierin
Wasilij Kuźmicz Awierin (ros. Василий Кузьмич Аверин, ur. 1885 we wsi Letoszniki w guberni smoleńskiej, zm. 28 grudnia 1945 w Jakucku) – radziecki polityk.

## Życiorys
W 1904 wstąpił do SDPRR, 1915 aresztowany i zesłany do guberni irkuckiej, w marcu 1917 został członkiem Jekaterynosławskiego Komitetu SDPRR(b). Do 29 grudnia 1917 przewodniczący Sztabu Wojskowo-Rewolucyjnego przy Radzie Jekaterynosławskiej, od grudnia 1917 członek Kolegium Czeki przy Radzie Komisarzy Ludowych RFSRR, w marcu 1918 naczelnik obrony rejonu jekaterynosławskiego, 1918 przewodniczący Komitetu Wykonawczego Rosławskiej Rady Powiatowej. Od listopada 1918 do stycznia 1919 szef Wydziału Politycznego Specjalnej Grupy Wojsk Kurskiego Kierunku, od 28 listopada 1918 członek Tymczasowej Władzy Robotniczo-Chłopskiej Ukraińskiej Republiki Ludowej, od 29 stycznia do lutego 1919 ludowy komisarz spraw wewnętrznych Ukraińskiej SRR, od 6 marca 1919 do 5 kwietnia 1920 zastępca członka KC KP(b)U. Od lutego do czerwca 1919 przewodniczący Komitetu Wykonawczego Jekaterynosławskiej Rady Gubernialnej, później pełnomocnik Rady Obrony Ukraińskiej SRR i KC KP(b)U do Walki z Kontrrewolucją i Bandytyzmem, 1919 przewodniczący Rady Rewolucyjnej Jekaterynosławskiego Rejonu Ufortyfikowanego i wojskowy komisarz (wojenkom) pułku. Od 22 listopada 1920 do 21 lipca 1921 ponownie zastępca członka KC KP(b)U, od grudnia 1920 do 1921 przewodniczący Wołyńskiego Gubernialnego Komitetu Rewolucyjnego, do lipca 1921 przewodniczący Komitetu Wykonawczego Charkowskiej Rady Gubernialnej, od lipca 1921 do grudnia 1922 przewodniczący Komitetu Wykonawczego Odeskiej Rady Gubernialnej. Od 21 lipca 1921 do 4 kwietnia 1923 członek KC KP(b)U, później pracownik przemysłu lotniczego oraz transportu kolejowego i wodnego, 1925 szef Centralnego Zarządu Wewnętrznej Komunikacji Wodnej Ludowego Komisariatu Komunikacji Drogowej ZSRR, 1935-1937 szef Leńskiego Przedsiębiorstwa Okrętowego w Jakucku.
3 października 1937 aresztowany, 4 marca 1938 skazany na 25 lat pozbawienia wolności, zwolniony w listopadzie 1945. Wkrótce został zabity w łaźni miejskiej w Jakucku.